# Власішин Володимир Русланович
Володимир Русланович Власішин (нар. 13 червня 1993, м. Хмельницький — пом. 29 липня 2022, селище Оленівка, Донецької області) — український військовослужбовець, старший солдат Окремого загону спеціального призначення «Азов» Національної гвардії України, учасник російсько-української війни, який відзначився під час відбиття російського вторгнення в Україну і загинув у полоні внаслідок терористичного акту, вчиненого в ніч проти 29 липня 2022 року російськими окупаційними військами на території колишньої Волноваської виправної колонії № 120. Кавалер ордена «За мужність» ІІІ ступеня (2024 р., посмертно).

## Життєпис
Володимир народився 13 червня 1993 року у м. Хмельницькому, де навчався до третього класу у звичайній школі, а пізніше – у школі-інтернаті (його батько загинув за трагічних обставин, пізніше від захворювання померла і його мати). Закінчивши дев’ятий клас, вступив до Хмельницького вищого професійного училища, де здобув професію будівельника. Ріс порядним, добрим та товариським, гарно малював, активно займався спортом, особливо любив грати у футбол.
Під час Революції Гідності Володимир поїхав у Київ, де на Євромайдані познайомився з активістами патріотичного руху. Згодом, дізнавшись від друзів про створення добровольчого батальйону «Азов», того ж 2014 року разом із рідним братом приєднався до цього підрозділу.
Володимир став одним із кращих навідників мінометного підрозділу, він брав активну участь у Широкинській операції, а згодом – у АТО/ООС. 
Під час служби в «Азові» Володимир познайомився з коханням свого життя, у грудні 2015 року молодята одружилися, згодом придбали будинок поблизу Маріуполя, у сім’ї народилися донька та син. 
2019 року Володимир перевівся на посаду радіотелеграфіста відділення радіозв’язку взводу зв’язку 1-го батальйону оперативного призначення. 
Під час повномасштабного російського вторгнення разом із однополчанами обороняв Маріуполь та металургійний комбінат «Азовсталь». 
20 травня 2022 року за наказом вищого військового керівництва заради збереження життя людей Володимир вийшов з побратимами з «Азовсталі» та потрапив у так званий «полон за домовленістю». Утримувався на території колишньої Волноваської виправної колонії № 120 в окупованому селищі Молодіжному, що неподалік колишнього адміністративного центру селищної ради Оленівки колишнього Волноваського (нині – Кальміуського) району Донецької області, де окупанти утворили фільтраційну в’язницю. Звідти «Американцю» двічі вдалося зателефонувати рідним (декому з українських воїнів вдалося пронести у неволю телефони), він заспокоював свою родину, казав, що у нього все добре. 
У ніч на 29 липня 2022 року прийняв мученицьку смерть у полоні внаслідок масового вбивства військовополонених, влаштованого окупантами у колонії в Оленівці.
Після репатріації тіл загиблих і ідентифікації за тестами ДНК 21 вересня 2023 року старшого солдата Власішина поховали з військовими почестями на Алеї Слави кладовища у мікрорайоні «Ракове» у рідному Хмельницькому.

## Родина
У Володимира залишилася дружина, маленькі донька та син, бабуся і брат 

## Нагороди
- орден «За мужність» ІІІ ступеня (23 лютого 2024 р., посмертно)  – за особисту мужність і самовідданість, виявлені у захисті державного суверенітету та територіальної цілісності України, сумлінне та бездоганне служіння Українському народові[3];
- звання «Почесний громадянин Хмельницької міської територіальної громади» (посмертно)   – за мужність у захисті державного суверенітету і територіальної цілісності України в період військової агресії РФ проти України, видатні заслуги перед Українським народом та Хмельницькою міською територіальною громадою, присвоєно рішенням позачергової 40-ї сесії Хмельницької міської ради №1 від 22 травня 2024 року[4]